# Prażmów (województwo łódzkie)
Prażmów – wieś w Polsce położona w województwie łódzkim, w powiecie sieradzkim, w gminie Burzenin.
Prywatna wieś szlachecka położona była w drugiej połowie XVI wieku w powiecie sieradzkim województwa sieradzkiego. W latach 1975–1998 miejscowość położona była w województwie sieradzkim. 

## Położenie
Wieś leży 6 km na zach. od Burzenina, przy drodze Witów – Zapole. Sołectwo zajmuje 285 mieszkańców w 85 gospodarstwach. Zajmuje pow. 716 ha. Na terenie wsi jest OSP, sklep, punkt wymiany butli z gazem i żwirownia. Części wsi nazywają się: Działy i Kolonia-Działy.